# Ryosuke Yamanaka
Ryosuke Yamanaka (山中 亮輔 Yamanaka Ryosuke?), född 20 april 1993, är en japansk fotbollsspelare.
Ryosuke Yamanaka spelade 1 landskamper för det japanska landslaget.